# Skjoldenæs Len
Skjoldenæs Len var et len på Sjælland knyttet til Skjoldenæs, det senere Skjoldenæsholm. Det blev oprettet i 1429, da Skjoldenæs kom under kronen, da Jørgen Rud mageskiftede Skjoldenæs til Kong Erik af Pommern mod Vedbygaard. Herefter blev Skjoldenæs et kongeligt len, der i 1522 omfattede Ringsted Herred og Ramsø Herred.
I 1567 blev Skjoldenæs Len nedlagt som selvstændigt len ved Peder Oxes lensreform og lagt under Roskildegaard Len. I 1617 blev Skjoldenæs lagt under Ringsted Klosters len.

## Lensmænd
- ...1430... Jens Madsen Ulfeldt
- (1434-1436) Peder Jensen 'Enhjørning'